# Étel

Étel este o comună în departamentul Morbihan, Franța. În 1 ianuarie 2022 avea o populație de 2.058 de locuitori.